# Stade Larbi Zaouli
Stade Larbi Zaouli – marokański stadion piłkarski, znajdujący się w Casablance, na którym gra tamtejszy klub – TAS Casablanca. Budynek został otworzony w 1930 roku. Mieści 30 000 widzów. Nawierzchnia stadionu jest trawiasta.